# Konstantin Miller

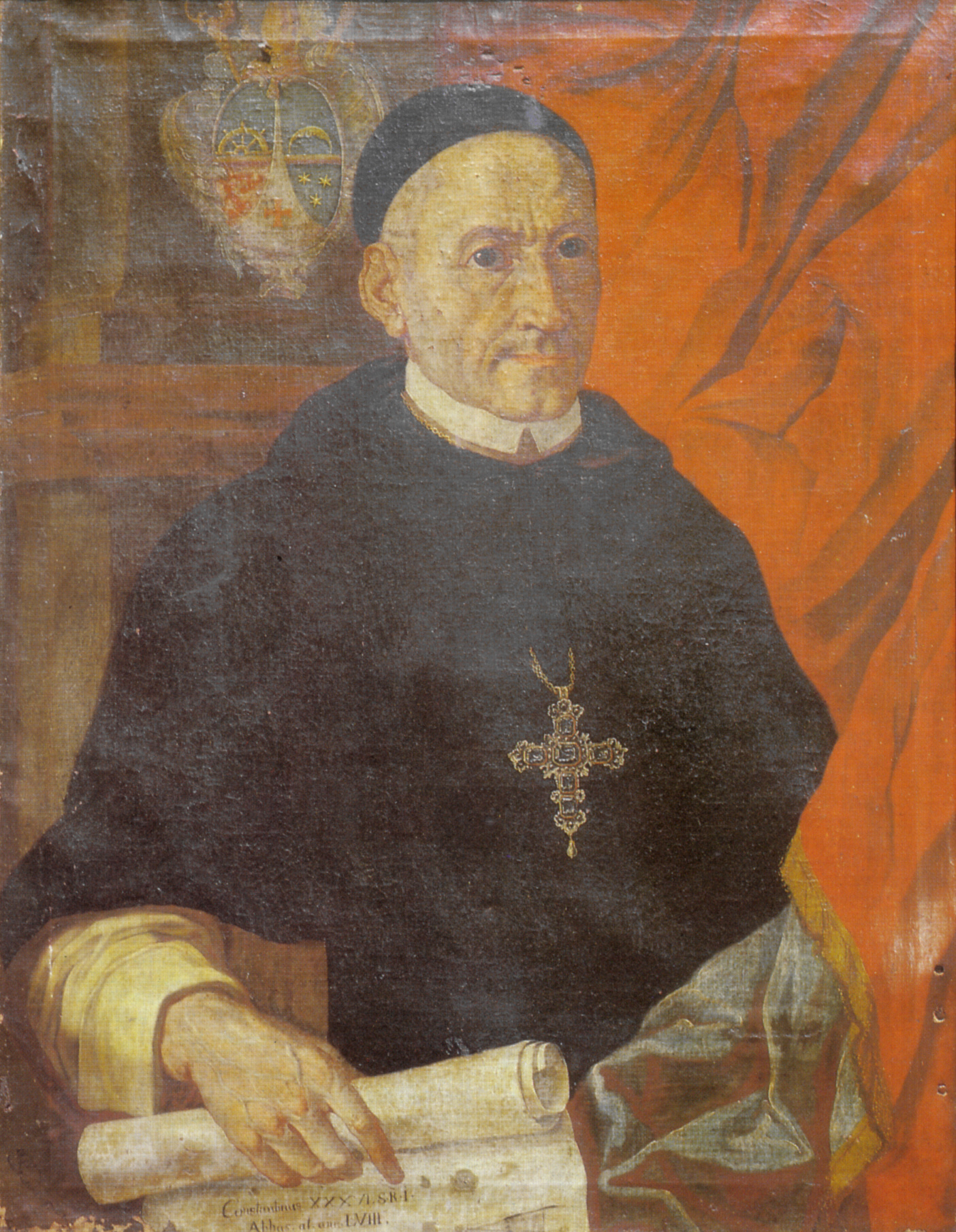
Konstantin Miller

Konstantin Miller (* 1681 in Konstanz; † 22. Februar 1745 in Salem) war Abt der Reichsabtei Salem.

## Leben
Konstantin Miller wurde 1705 zum Priester geweiht und am 25. April 1725 zum Abt des Klosters Salem gewählt. Vorher hatte er einige Zeit die Pflege Pfullendorf verwaltet und so Erfahrung in wirtschaftlichen Angelegenheiten gewonnen. Er setzte die barocke Innenausstattung der von seinem Vorgänger Stephan Jung gebauten barocken Klostergebäude fort und ließ auch selbst einige Umbauten und Erweiterungen vornehmen, u. a. das untere Tor (1734) und den Marstall (1737). Auch die Abteikirche bereicherte er durch zahlreiche neue Altäre, Leuchter und Heiligenbilder. Für die Katakombenheiligen Faustina und Felix ließ er kostbare Reliquienschreine herstellen. Er erwarb mehrere Güter und Höfe und beteiligte sich durch Lieferung von Bauholz am Bau des bischöflichen Priesterseminars in  Meersburg.
Trotz der hohen Kriegskosten und Lasten, die der Österreichische Erbfolgekrieg dem Kloster auferlegte, und der Einquartierung französischer Soldaten, erlebte das Kloster während seiner Regierung eine wirtschaftlich gesunde Zeit und entwickelte sich zu einem Zentrum des süddeutschen Rokoko.
Aufgerieben von den Belastungen seiner 20-jährigen Amtszeit starb er am 22. Februar 1745 und wurde in der Abteikirche bestattet.